# Kamena Vourla
Kamena Vourla is een badplaats in het Oosten van Centraal-Griekenland, nomos Fthiotis, aan de voet van de berg Knimis en vlak aan de Egeïsche Zee. Tegenover Kamena Vourla ligt Euboea, het tweede eiland, qua oppervlakte, van Griekenland. Kamena Vourla is bekend om zijn thermische bronnen.
Kamena Vourla (Grieks: Καμένα Βούρλα) is een deelgemeente (dimotiki enotita) van de gemeente (dimos) Molos-Agios Konstantinos, in de Griekse bestuurlijke regio (periferia) Centraal-Griekenland. De plaats telt 5.064 inwoners.